# Зелпин
Зелпин (њем. Selpin) општина је у њемачкој савезној држави Мекленбург-Западна Померанија. Једно је од 59 општинских средишта округа Бад Доберан. Према процјени из 2010. у општини је живјело 536 становника. Посједује регионалну шифру (AGS) 13051072.

## Географски и демографски подаци
Зелпин се налази у савезној држави Мекленбург-Западна Померанија у округу Бад Доберан. Општина се налази на надморској висини од 44 метра. Површина општине износи 33,0 km². У самом мјесту је, према процјени из 2010. године, живјело 536 становника. Просјечна густина становништва износи 16 становника/km².